# Luigi Chiodi (calciatore)
Luigi Chiodi (Vicenza, 20 agosto 1919 – Vicenza, 10 marzo 1985) è stato un allenatore di calcio e calciatore italiano, di ruolo centrocampista.

## Carriera
Ha disputato tre campionati di Serie A con la maglia della Fiorentina (dal 1941 al 1943 e nella stagione 1946-1947) totalizzando complessivamente 42 presenze e 2 reti in massima serie. Ha inoltre disputato l'anomalo campionato 1945-1946 (20 presenze) e il campionato di 1940-1941 (16 presenze e 2 reti) nelle file del Vicenza.

## Palmarès

### Giocatore

#### Competizioni nazionali
- Serie C: 1

Vicenza: 1939-1940